# Death Game
Death Game  è un thriller del 1977 diretto da Peter S. Traynor.
La sceneggiatura fu scritta dalle stesse protagoniste, Colleen Camp e Sondra Locke, insieme ad Anthony Overman e Michael Ronald Ross, autori del soggetto.

## Trama
George Manning vive in una bella casa da lui stesso progettata con la moglie Karen e tutto sembra scorrere tranquillo nella sua esistenza. Un giorno, rimasto da solo a casa per colpa di un braccio ingessato e a causa di un viaggio della moglie, sente bussare alla porta e si ritrova davanti due giovani e bellissime donne che prima si dimostreranno gentili per poi rivelarsi due sadiche aguzzine e trasformare la sua vita da sogno in un incubo a occhi aperti. Oltretutto è anche il giorno di compleanno del povero George.

## Remake
Nel 2015 fu prodotto un remake intitolato Knock Knock, diretto da Eli Roth con Keanu Reaves.